# Búčske slanisko
Búčske slanisko este o arie protejată (arie specială de conservare — SAC, sit de importanță comunitară — SCI) din Slovacia întinsă pe o suprafață de 44,6 ha, integral pe uscat.

## Localizare
Centrul sitului Búčske slanisko este situat la coordonatele 47°47′34″N 18°25′30″E / 47.792778°N 18.425°E.

## Înființare
Situl Búčske slanisko a fost declarat sit de importanță comunitară în aprilie 2004 pentru a proteja 1 specie de plante și 1 specie de animale. Situl a fost protejat și ca arie specială de conservare în martie 2004.

## Biodiversitate
Situată în ecoregiunea panonică, aria protejată conține 2 habitate naturale: Pășuni continentale udate de apa mării, Fânețe de joasă altitudine (Alopecurus pratensis, Sanguisorba officinalis).
La baza desemnării sitului se află mai multe specii protejate:
- plante (1): Apium repens
- mamifere (1): vidră de râu (Lutra lutra)

Pe lângă speciile protejate, pe teritoriul sitului au mai fost identificate 1 specie de plante, 2 specii de amfibieni, 1 specie de reptile.